# ポール・ジョーンズ (DD-10)
|          |                                    |
| 艦歴     |                                    |
| 発注     |                                    |
| 起工     | 1899年4月20日                      |
| 進水     | 1902年6月14日                      |
| 就役     | 1902年7月19日                      |
| 退役     | 1919年7月29日                      |
| その後   | 1920年1月3日にスクラップとして売却 |
| 除籍     | 1919年9月15日                      |
| 性能諸元 |                                    |
| 排水量   | 592トン                            |
| 全長     | 245 ft (74.7 m)                    |
| 全幅     | 23 ft 1 in (7.04 m)                |
| 吃水     | 6 ft 6 in (1.98 m)                 |
| 機関     |                                    |
| 最大速   | 28.9ノット (53.5 km/h)             |
| 乗員     | 士官、兵員79名                     |
| 兵装     | 6ポンド砲5門 18インチ魚雷発射管2門 |

ポール・ジョーンズ (USS Paul Jones, DD-10) は、アメリカ海軍の駆逐艦。ベインブリッジ級駆逐艦の1隻。艦名は海軍の英雄ジョン・ポール・ジョーンズに因む。その名を持つ艦としては2隻目。

## 艦歴
ポール・ジョーンズは1899年4月20日にカリフォルニア州サンフランシスコのユニオン鉄工所で起工、1902年6月14日にエリザベス・ゴールズボロー・アダムズ夫人によって命名、進水し、1902年7月19日に艦長R・F・グロス大尉の指揮下就役した。
当初は水雷駆逐艦として建造されたポール・ジョーンズはサンフランシスコを母港に指定され、太平洋艦隊で任務に従事した。第一次世界大戦初期には太平洋水雷艦隊の一部としてサンフランシスコで活動した。
ポール・ジョーンズは1917年4月23日にバージニア州ノーフォークを出航、カリフォルニア州サンディエゴ、アカプルコ、パナマ運河地帯を経由し、8月3日にグアンタナモ湾に到着した。翌4日にヨーク川でのステーション艦任務に従事し、8月13日に大西洋戦艦部隊の護衛としてダンカン (USS Duncan, DD-46) 、ヘンリー (USS Henley, DD-39) 、トラクスタン (USS Truxtun, DD-14) 、スチュワート (USS Stewart, DD-13) 、プレブル (USS Preble, DD-12) 、ハル (USS Hull, DD-7) 、マクドノー (USS Macdonough, DD-9) 、ホプキンス (USS Hopkins, DD-6) と合流しバミューダおよびニューヨークへ向かった。
ポール・ジョーンズはブルックリン海軍工廠を8月24日に出航し、ロードアイランド州ニューポートに到着、同地で一連の船団護衛任務を行い、9月24日にニューポートに帰還した。その後ノーフォーク沖、リンヘヴン・ローズ、チェサピーク湾で訓練活動および他の任務に従事し、12月29日にペンシルベニア州フィラデルフィアに到着した。
1918年1月15日、スチュワート、ホプキンスおよびウォーデン (USS Worden, DD-16) と共にポール・ジョーンズはバミューダ経由でアゾレス諸島へ向けて出航した。バミューダを出発した後、ポール・ジョーンズは左舷に重大な漏水を生じ帰還の許可を求めた。1月23日から26日までポール・ジョーンズの乗員は損傷と苦闘し、艦を沈没から救うことに成功した。後部弾薬庫は氾濫し、悪天候の下乗員は艦の前進を維持するために奔走し、飲料水および真水は全て失われ、2基のボイラーは海水が入れられた。操作可能なポンプもなく、バケツによって人力で海水が補給され、遭難信号を送ったものの何の反応もなく、ポール・ジョーンズは最後にセント・デヴィッズ・ヘッドからの信号を受信し、錨を降ろした。
ポール・ジョーンズの乗員は疲れ果てたが、非常に幸福であった。2月22日まで修理のためバミューダに残り、その後給炭艦マーズ (USS Mars, AC-6) に護衛されフィラデルフィアに向かい、2月25日に到着した。フィラデルフィア海軍造船所での本格的な修理の後、ポール・ジョーンズは4月18日にバージニア州のモンロー砦に到着し、8月6日までチェサピーク湾およびその周辺で様々な任務に従事した。
ポール・ジョーンズの経歴のハイライトは7月2日であった。兵員輸送艦ヘンダーソン (USS Henderson, AP-1) がバミューダ北方、バージニア東方の大西洋で炎上する。ポール・ジョーンズは炎上するヘンダーソンからフォン・スチューベン (USS Von Steuben, ID-3017) へ乗員を運んで4度往復し、1,250名の海兵隊の士官および兵員、50トン以上の貨物を救った。翌日、ポール・ジョーンズはヘンダーソンと共にデラウェア防波堤へ向かった。
船団護衛中の8月7日、ポール・ジョーンズと僚艦は O-6 (USS O-6, SS-67) を敵潜水艦と誤認し、砲撃を行う。友軍の艦であることが確認されるまでに O-6 は司令塔に7発の直撃弾を受けた。ポール・ジョーンズは損傷を受けた O-6 をデラウェア湾へ護衛し、翌日防波堤に到着した。 
ポール・ジョーンズは8月9日にハンプトン・ローズに到着し、その後チェサピーク湾での機雷探索、船団護衛および他の任務に従事し、1919年1月31日に不活性化が行われた。ポール・ジョーンズは1919年1月29日に退役し9月15日に除籍、1920年1月3日にフィラデルフィアのスクラップ業者ジョセフ・G・ヒトナー社に売却された。